# Athetis exilis
Athetis exilis är en fjärilsart som beskrevs av Eduard Friedrich Eversmann 1842. Athetis exilis ingår i släktet Athetis och familjen nattflyn. Inga underarter finns listade i Catalogue of Life.